# Hoa hậu Trái Đất
Hoa hậu Trái Đất (tiếng Anh: Miss Earth) là một cuộc thi sắc đẹp quốc tế. Cùng với Hoa hậu Hoàn vũ, Hoa hậu Thế giới và Hoa hậu Quốc tế, là bốn cuộc thi sắc đẹp lớn nhất hành tinh, gọi chung là Tứ đại Hoa hậu (Big 4). Cuộc thi hướng tới mục tiêu nâng cao nhận thức của mọi người, phát động các chiến dịch và kế hoạch về vấn đề bảo vệ môi trường.

## Lịch sử
Năm 2001, khi tách ra khỏi Hoa hậu Châu Á Thái Bình Dương Quốc tế, Tập đoàn Carousel Productions lập ra hai cuộc thi sắc đẹp Hoa hậu Trái Đất Philippines (Miss Earth Phillippines) và Hoa hậu Trái Đất nhằm tìm ra một người hội tụ đủ các tiêu chí: sắc đẹp, trí thức, trách nhiệm, kỹ năng,... tham gia các hoạt động cũng như tuyên truyền, phát động các phong trào giữ gìn và bảo vệ môi trường. Cuộc thi lấy khẩu hiệu "Beauty For a Cause" (Sắc đẹp vì một mục tiêu). Từ năm 2002, kênh truyền hình ABS-CBN sẽ đảm nhiệm việc phát sóng đêm chung kết hai cuộc thi Hoa hậu Trái Đất và Hoa hậu Trái Đất Philippines. Sau khi kênh đóng cửa vĩnh viễn từ năm 2020, cuộc thi chuyển sang phát trên kênh truyền hình cáp A2Z do đài sở hữu và phân phối.
Trong suốt những năm đầu tiên tổ chức, Hoa hậu Trái Đất luôn được giới truyền thông đánh giá rất cao vì khâu tổ chức hoành tráng, chất lượng các thí sinh tham gia và đặc biệt là do mục đích hết sức cao cả là bảo vệ môi trường sống. Cuộc thi đã thu hút được 80 thí sinh tham dự ở lần tổ chức thứ 5, con số mà đến Hoa hậu Hoàn vũ cũng phải mất 26 năm mới làm được hay có những cả quốc gia hồi giáo - nơi mà các cuộc thi sắc đẹp không được khuyến khích tổ chức như Afghanistan, Pakistan và ngay cả Cuba - đất nước nơi chính phủ đã ra quyết định đình chỉ các cuộc thi nhan sắc từ cuối thập niên 1950 cũng cử đại diện đến. Cuộc thi còn vinh dự được trang web Global Beauties xếp vào nhóm các cuộc thi sắc đẹp uy tín nhất thế giới (Grand Slam) khi có tuổi đời còn rất non trẻ.
Tuy nhiên, bắt đầu từ sau năm 2010, cuộc thi bước sang thời kỳ "xuống cấp" rõ nét với hàng loạt bê bối. Sự bê bối này lên đến đỉnh điểm khi vào năm 2012, một tờ báo của Nga công bố video việc bà Lorraine Schuck, chủ tịch cuộc thi thương lượng về việc mua giải với các phóng viên điều tra giả dạng làm khách hàng. Sau sự cố đó, Hoa hậu Trái Đất đã bị khai trừ khỏi danh sách các cuộc thi Grand Slam. Cũng từ đó đến nay, chuyên trang Global Beauties không còn cập nhật hay đưa một thông tin nào về cuộc thi nữa.
Cuộc thi còn vướng phải scandal như khẩu phần thức ăn cho thí sinh nghèo nàn, tổ chức thiếu chuyên nghiệp và bị tố cáo thiên vị rất lộ liễu cho đại diện nước chủ nhà Philippines.
Năm 2018, 3 thí sinh của cuộc thi gồm các hoa hậu đến từ Canada, Anh và Guam đã tố cáo bị một nhà tài trợ quấy rối tình dục nhưng khi thông báo với ban tổ chức, họ không hề nhận được sự giúp đỡ nào.

## Cuộc thi Hoa hậu Trái Đất ngày nay

### Địa điểm tổ chức

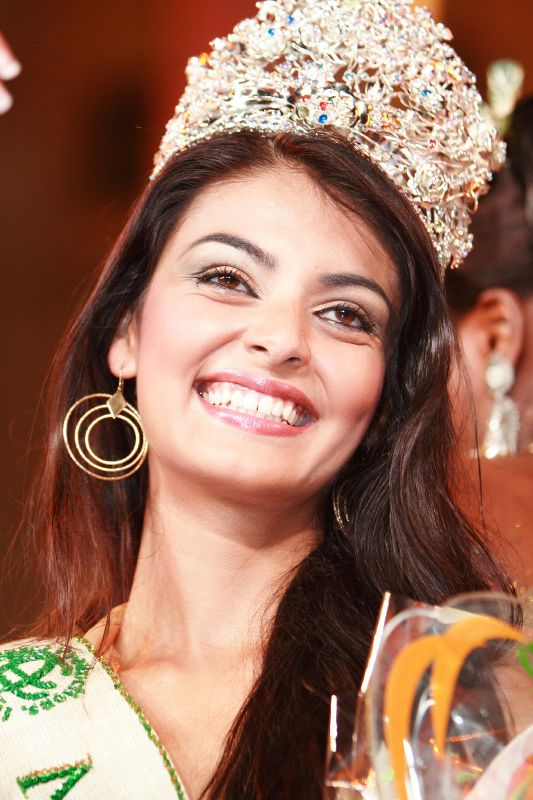
Hil Hernández, Hoa hậu Trái Đất 2006 đến từ Chile.

Cuộc thi Hoa hậu Trái Đất đã được tổ chức tại Philippines trong suốt nhiều năm liền kể từ khi thành lập. Năm 2006, cuộc thi cố gắng chuyển địa điểm sang Chile nhưng quốc gia này đã không đáp ứng được các yêu cầu mà ban tổ chức đặt ra nên phải chuyển về Philippines. Tới năm 2011, cuộc thi đã lên kế hoạch sẽ tổ chức ở Thái Lan nhưng tới phút chót lại phải về quê hương Philippines của nó vì trận lũ lụt gây ảnh hưởng nặng nề tại nơi đây. Sang năm 2012, Indonesia dự kiến là địa điểm đăng cai cuộc thi nhưng sau đó lại trở về quê nhà không rõ lý do.
Năm 2007, song song với các hoạt động chính diễn ra tại Philippines, Việt Nam đã trở thành nước đầu tiên ngoài Philippines đăng cai Hoa hậu Trái Đất với việc tổ chức một phần các sự kiện của cuộc thi tại Nha Trang, Khánh Hòa. Năm 2010, Việt Nam là quốc gia đầu tiên ngoài Philippines tổ chức toàn bộ cuộc thi Hoa hậu Trái Đất. Đến năm 2015, Áo là quốc gia ở châu Âu đầu tiên đăng cai cuộc thi.
Cuộc thi Hoa hậu Trái Đất 2024 sẽ tiếp tục diễn ra tại Philippines.

### Cách chọn thí sinh
Ban tổ chức cuộc thi không bắt buộc các thí sinh phải có một danh hiệu cấp quốc gia nào mà chỉ cần đơn vị giữ bản quyền tại quốc gia đó cử trực tiếp. Chính điều này đã gây nên các tranh cãi về tình trạng chất lượng các thí sinh không đồng đều trong những năm gần đây.
 Tuy vậy, một số quốc gia như Venezuela, Canada, Pháp, Hoa Kỳ, Anh, Hàn Quốc, Ấn Độ, Thái Lan, Nhật Bản,... vẫn tổ chức cuộc thi cấp quốc gia đàng hoàng, hoành tráng, có quy mô lớn để chọn được một đại diện xứng đáng đến với cuộc thi hoặc một số nước ít nhất cũng chọn các thí sinh là Á hậu hoặc đăng quang ở một cuộc thi sắc đẹp khác nào đó trong nước.
Quốc gia thành công nhất ở cuộc thi này là Philippines (4 lần). Một số quốc gia khác cũng có thành tích ấn tượng như Venezuela, Ecuador và Brazil. Những quốc gia và vùng lãnh thổ mới tham gia gần đây nhất là Myanmar (2014); Armenia (2015); Belarus (2017); Montenegro (2018); Quần đảo Bắc Mariana (2019); Cabo Verde (2022). Hiện nay có 7 quốc gia gửi thí sinh đến cuộc thi đều đặn hằng năm (tính đến năm 2024) là Úc, Cộng hòa Dominican, Ấn Độ, Philippines, Singapore, Thái Lan và Hoa Kỳ.

### Cuộc thi
Các thí sinh tham dự cuộc thi sẽ phải trải qua các phần thi giống các cuộc thi sắc đẹp khác như: áo tắm, trang phục dạ hội, trang phục truyền thống, phỏng vấn riêng với Ban giám khảo,... Giống như cuộc thi Hoa hậu Thế giới và Hoa hậu Quốc tế, Hoa hậu Trái Đất có thêm phần thi tài năng cho các người đẹp. Điểm khác biệt của cuộc thi này là các thí sinh bên cạnh các phần thi sắc đẹp sẽ cần chuẩn bị một dự án môi trường cụ thể tại quốc gia của mình.. Việc này khá giống với dự án nhân ái tại Hoa hậu Thế giới. Đồng thời trong khuôn khổ cuộc thi, các cô gái sẽ tuyên truyền những kiến thức về môi trường sinh thái tới mọi người, đặc biệt là trẻ em và tham gia các hoạt động về bảo vệ môi trường như trồng cây xanh, nhặt rác, đi xe đạp,...

### Vương miện
Từ năm 2002 đến năm 2008, thí sinh sẽ nhận một chiếc vương miện trong đêm đăng quang được thiết kế bởi công ty sản xuất pha lê Swarovski.
Năm 2009, nhằm nhấn mạnh và nhắc nhở chủ nhân của chiếc vương miện cao quý, Carousel Productions đã hợp tác với Nhà kim hoàn chính thức của cuộc thi, Ramona Haar thiết kế một chiếc vương miện mới. Trong đó, trọng tâm là một bông hoa tượng trưng cho một Trái Đất hạnh phúc và thịnh vượng và những nguyên liệu làm nên chiếc vương miện được quyên góp bởi chính các thí sinh tham gia mùa giải 2009.
Đến năm 2016, vương miện vẫn giữ nguyên cấu trúc và thiết kế nhưng đã thay đổi một số chi tiết.
Ngoài ra, từ năm 2013, các vương miện cho 3 Á hậu cũng đã được thiết kế mới, gắn những viên kim cương và đá quý lấp lánh.

### Danh hiệu
Các danh hiệu chính của cuộc thi bao gồm Hoa hậu Trái Đất và 3 Á hậu với tên gọi Hoa hậu Không khí, Hoa hậu Nước và Hoa hậu Lửa. Cuộc thi tuy chỉ có 1 người chiến thắng nhưng có đến 4 Hoa hậu đăng quang. Danh hiệu của Top 4 trong đêm chung kết sẽ tương ứng với các thứ hạng như sau:
- Hoa hậu Trái Đất - Hoa hậu
- Hoa hậu Không khí - Á hậu 1 (mùa giải đầu tiên, danh hiệu này mang tên là Hoa hậu Gió, từ mùa 2 đến hiện tại mới mang danh hiệu này)*
- Hoa hậu Nước - Á hậu 2*
- Hoa hậu Lửa - Á hậu 3*

(*) - Từ năm 2017, ba danh hiệu này ngang nhau và khi Hoa hậu Trái Đất không thực hiện được nhiệm kỳ thì ban tổ chức sẽ chọn 1 trong 3 người nắm giữ danh hiệu này lên làm Hoa hậu thay thế. Hiện nay, 3 danh hiệu này còn được hiểu nôm na là danh hiệu Á hậu Trái Đất.

## Các Hoa hậu Trái Đất gần đây

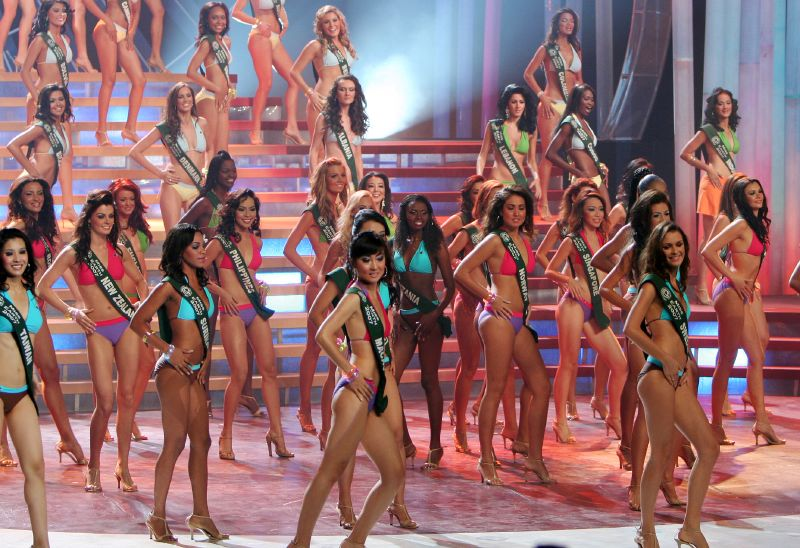
Các thí sinh trong màn đồng diễn áo tắm tại chung kết Hoa hậu Trái Đất 2007

| Năm  | Hoa hậu Trái Đất    | Quốc gia    | Tuổi | Địa điểm tổ chức                           |
| ---- | ------------------- | ----------- | ---- | ------------------------------------------ |
| 2014 | Jamie Herrell       | Philippines | 20   | Quezon, Philippines                        |
| 2015 | Angelia Ong         | Philippines | 25   | Viên, Áo                                   |
| 2016 | Katherine Espín     | Ecuador     | 24   | Pasay, Philippines                         |
| 2017 | Karen Ibasco        | Philippines | 27   | Pasay, Philippines                         |
| 2018 | Nguyễn Phương Khánh | Việt Nam    | 23   | Pasay, Philippines                         |
| 2019 | Nellys Pimentel     | Puerto Rico | 22   | Parañaque, Philippines                     |
| 2020 | Lindsey Coffey      | Hoa Kỳ      | 28   | Tổ chức online, không có quốc gia đăng cai |
| 2021 | Destiny Wagner      | Belize      | 25   | Tổ chức online, không có quốc gia đăng cai |
| 2022 | Mina Sue Choi       | Hàn Quốc    | 23   | Parañaque, Philippines                     |
| 2023 | Drita Ziri          | Albania     | 18   | Thành phố Hồ Chí Minh, Việt Nam            |
| 2024 | Jessica Lane        | Úc          | 22   | Parañaque, Philippines                     |

## Thành tích các nước tại Hoa hậu Trái Đất

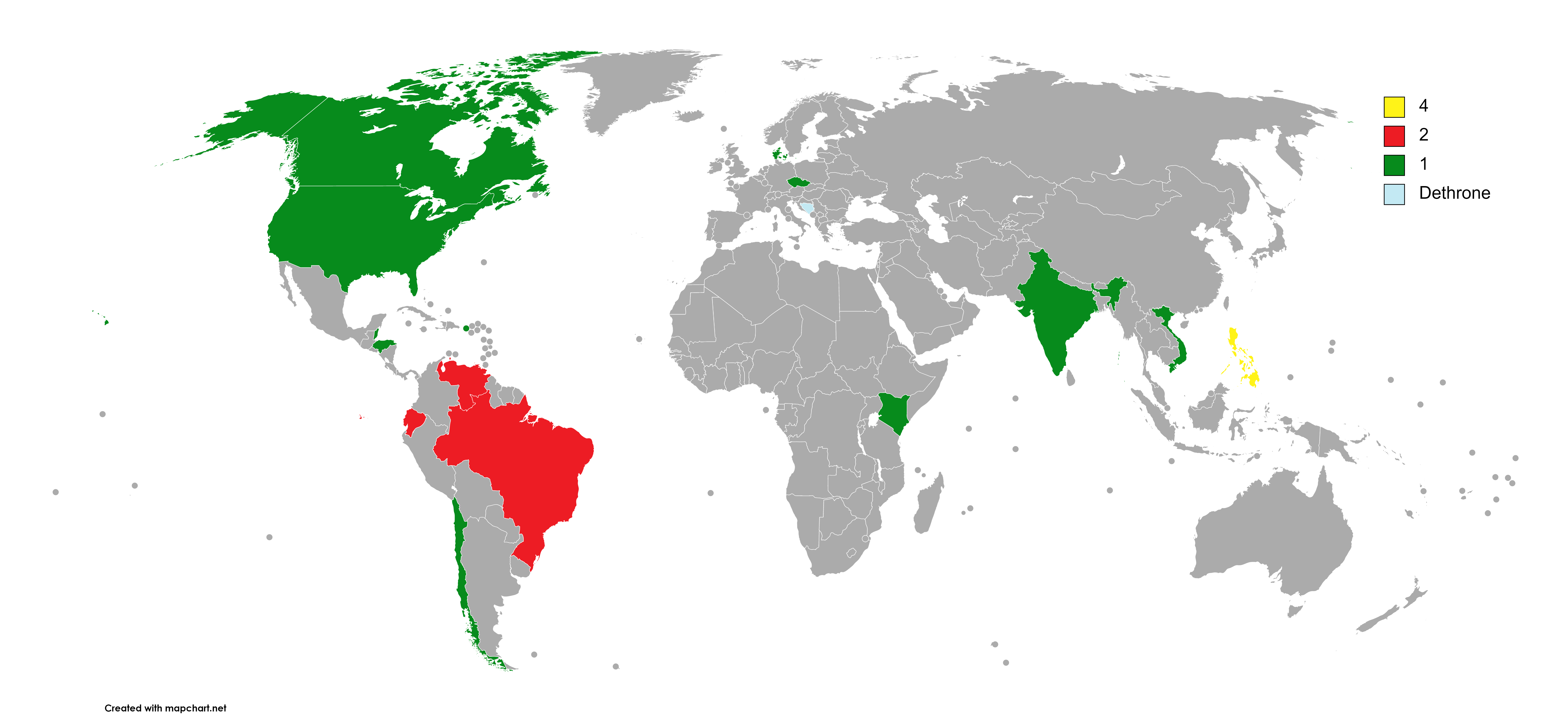
Các quốc gia chiến thắng Hoa hậu Trái Đất và số lần chiến thắng.

| Quốc gia/Lãnh thổ    | Số lần | Năm                    |
| -------------------- | ------ | ---------------------- |
| Philippines          | 4      | 2008, 2014, 2015, 2017 |
| Ecuador              | 2      | 2011, 2016             |
| Venezuela            | 2      | 2005, 2013             |
| Brazil               | 2      | 2004, 2009             |
| Úc                   | 1      | 2024                   |
| Albania              | 1      | 2023                   |
| Hàn Quốc             | 1      | 2022                   |
| Belize               | 1      | 2021                   |
| Hoa Kỳ               | 1      | 2020                   |
| Puerto Rico          | 1      | 2019                   |
| Việt Nam             | 1      | 2018                   |
| Cộng hòa Séc         | 1      | 2012                   |
| Ấn Độ                | 1      | 2010                   |
| Canada               | 1      | 2007                   |
| Chile                | 1      | 2006                   |
| Honduras             | 1      | 2003                   |
| Kenya                | 1      | 2002[B]                |
| Bosna và Hercegovina | 1      | 2002[A]                |
| Đan Mạch             | 1      | 2001                   |

Chú ý

A  Truất ngôi

B  Thay thế ngôi vị

## Bộ sưu tập ảnh các Hoa hậu

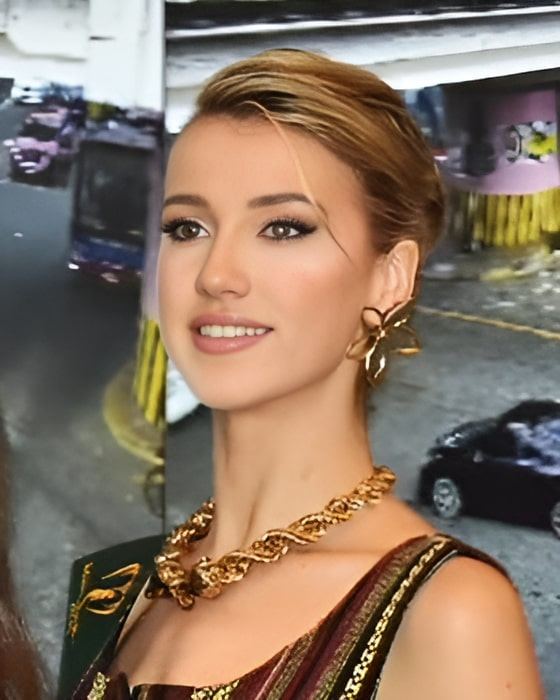
Hoa hậu Trái Đất 2024 Jessica Lane, Úc
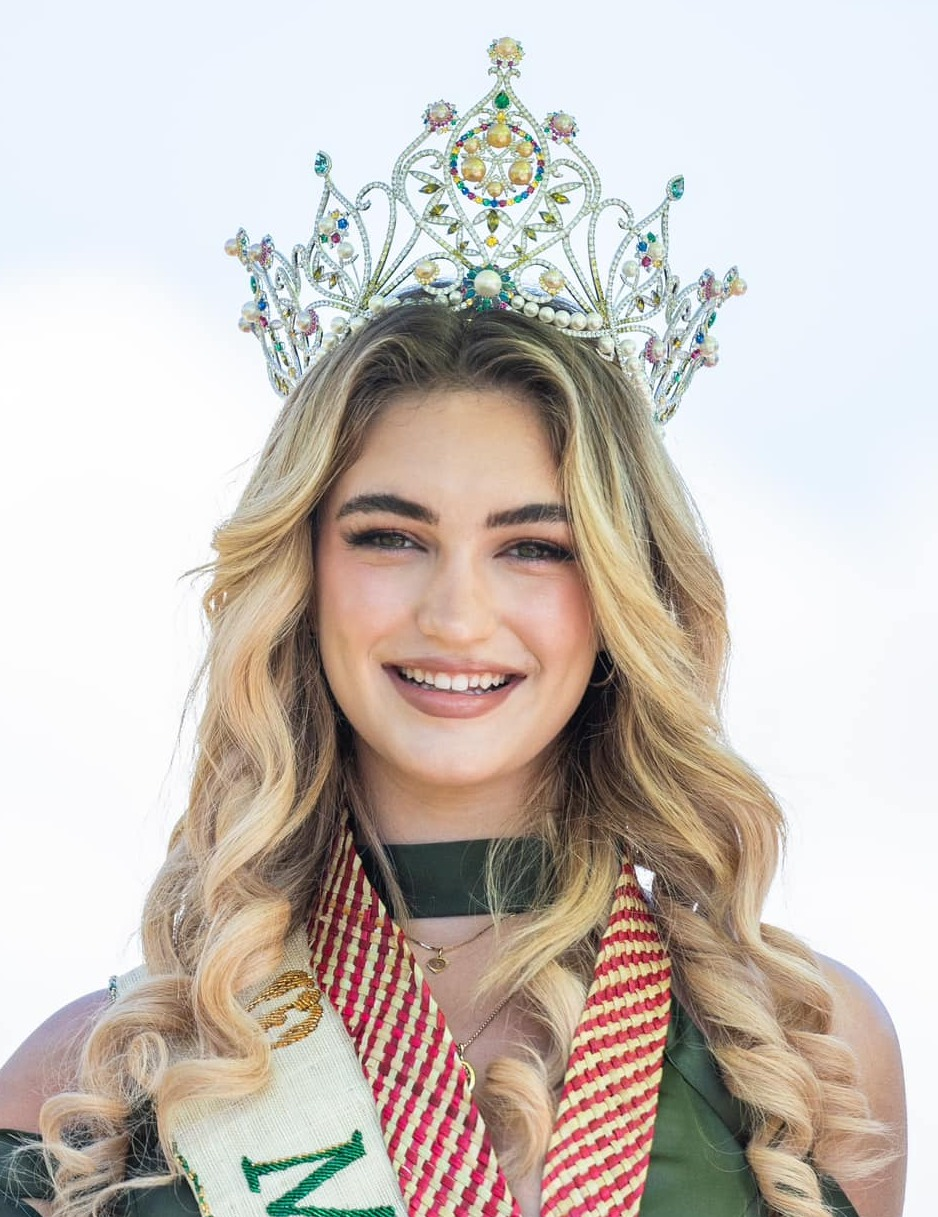
Hoa hậu Trái Đất 2023 Drita Ziri, Albania
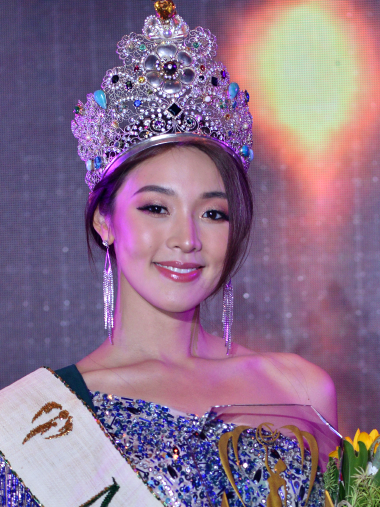
Hoa hậu Trái Đất 2022 Mina Sue Choi, Hàn Quốc
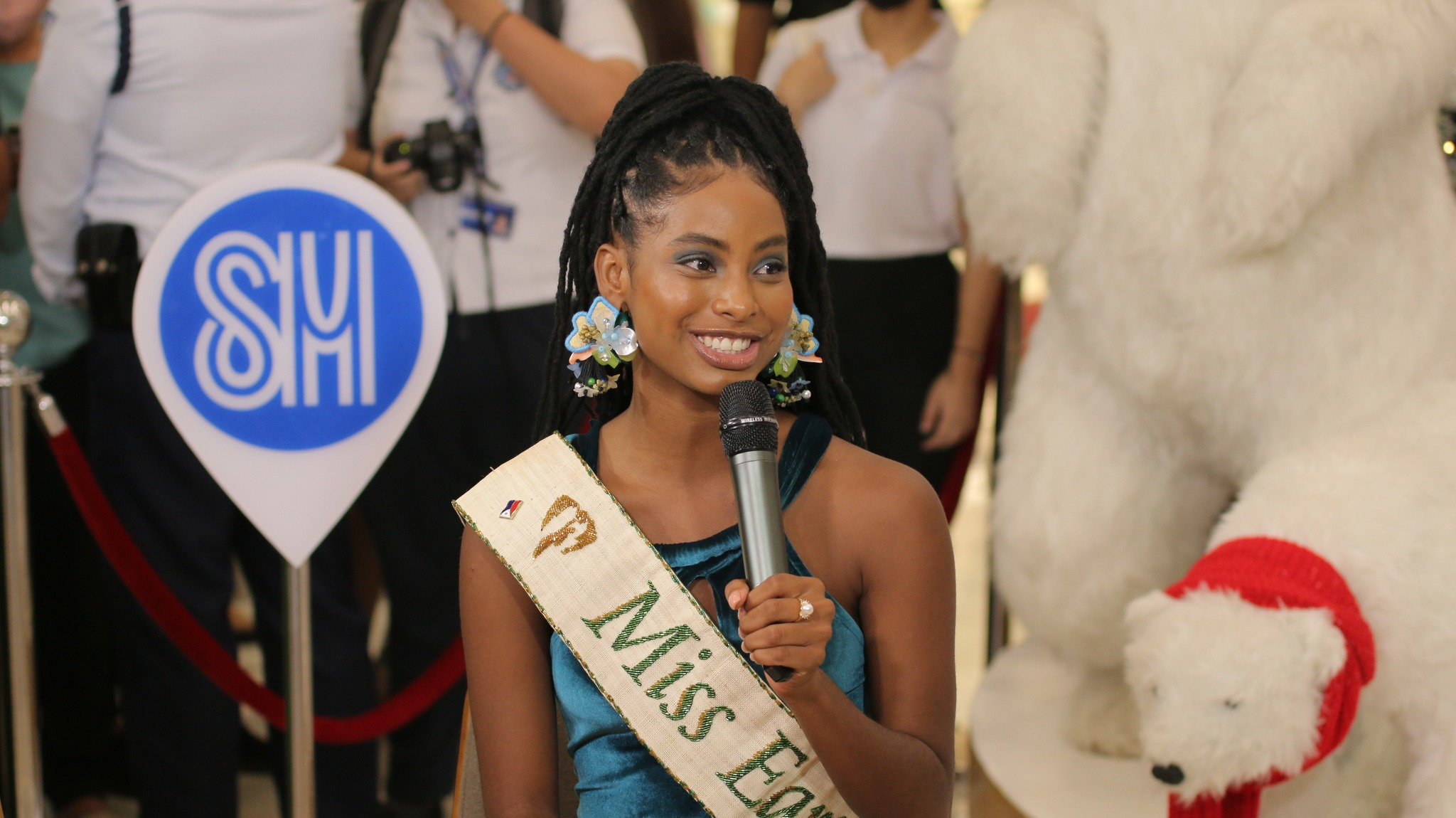
Hoa hậu Trái Đất 2021 Destiny Wagner, Belize
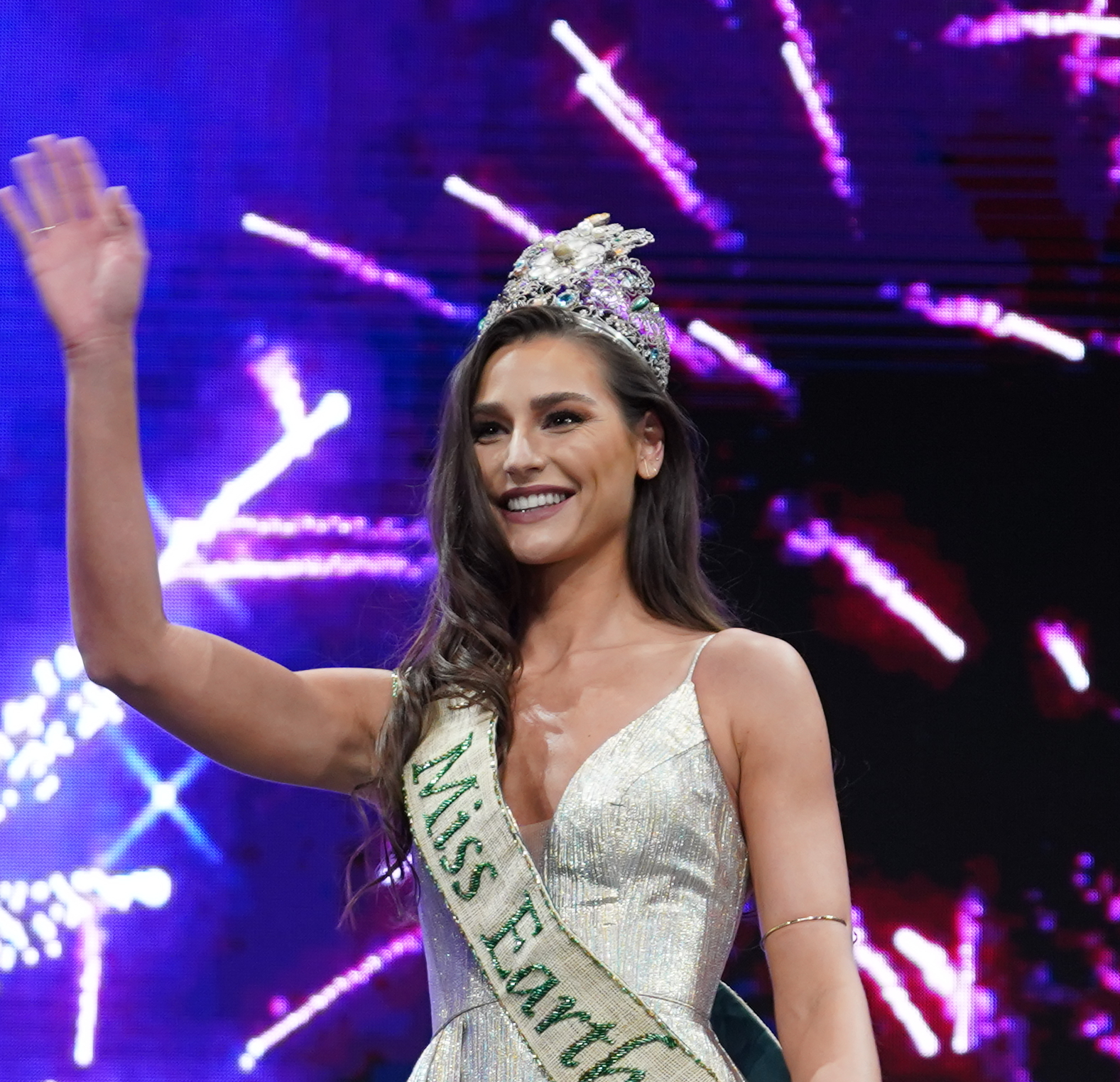
Hoa hậu Trái Đất 2020 Lindsey Coffey, Hoa Kỳ
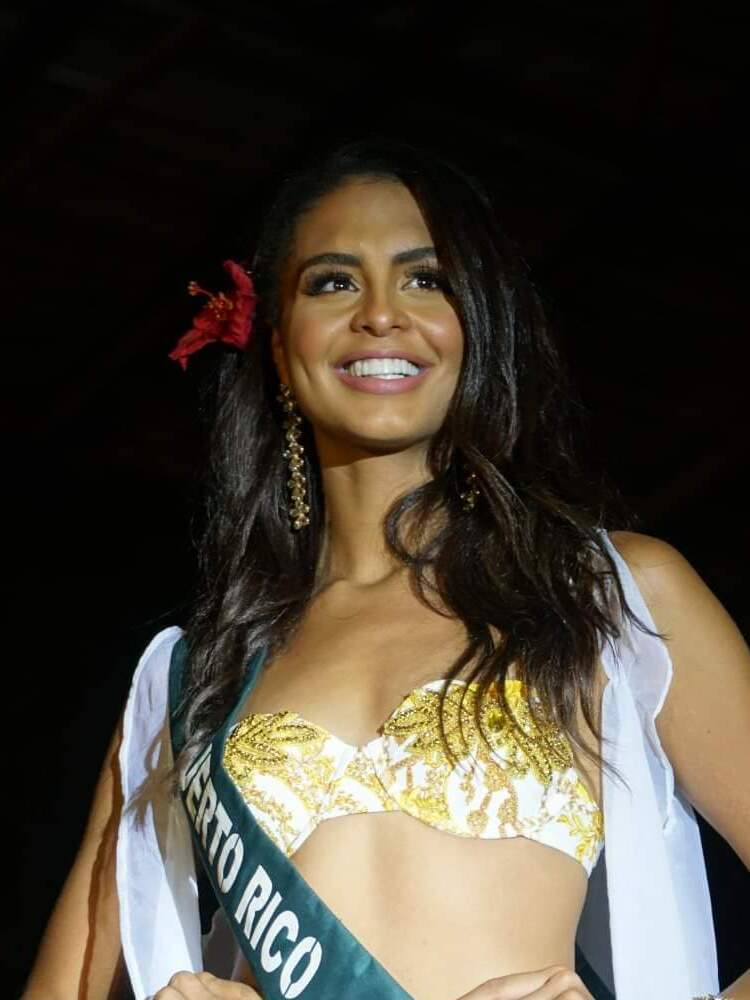
Hoa hậu Trái Đất 2019 Nellys Pimentel, Puerto Rico
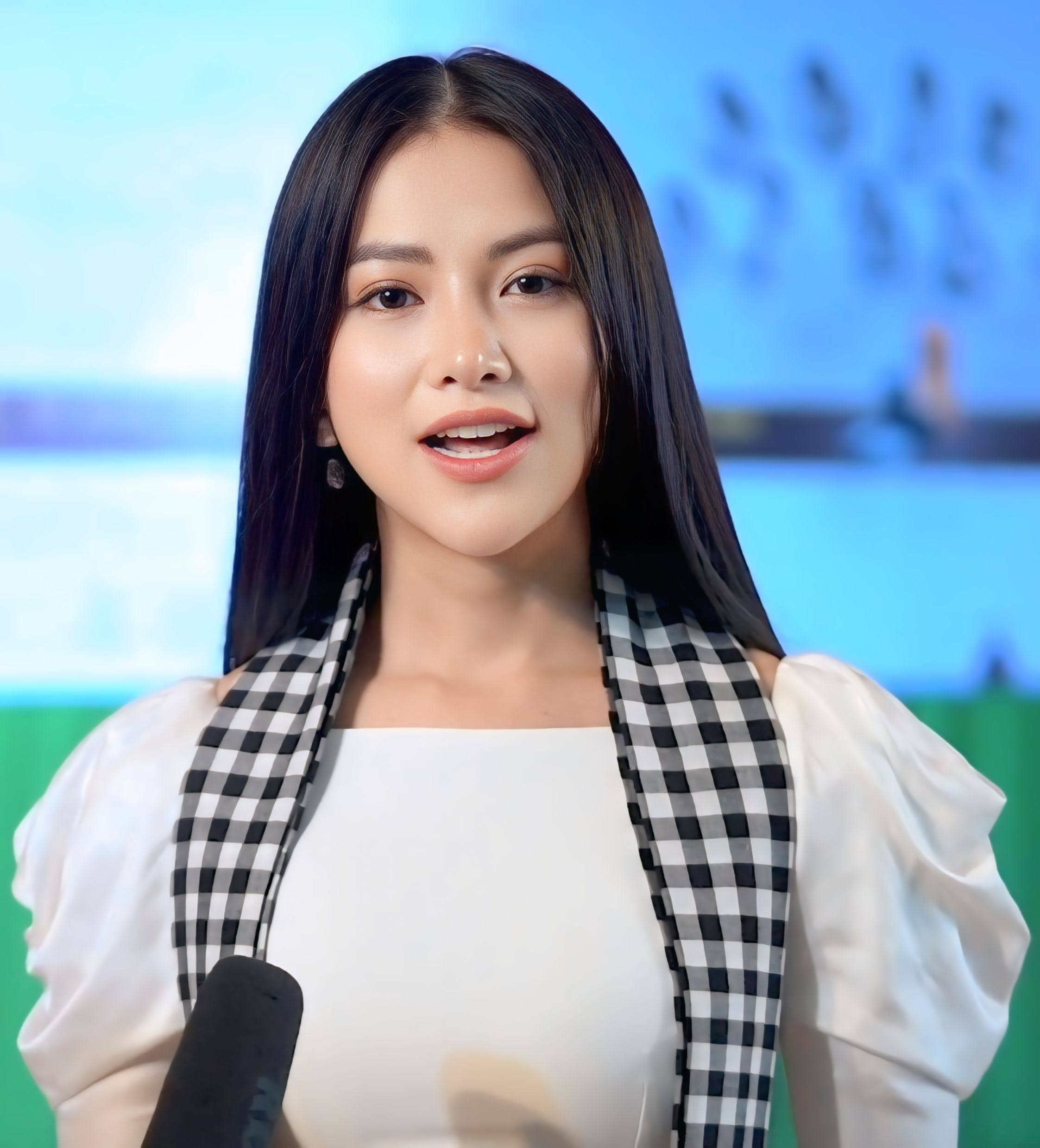
Hoa hậu Trái Đất 2018 Nguyễn Phương Khánh, Việt Nam
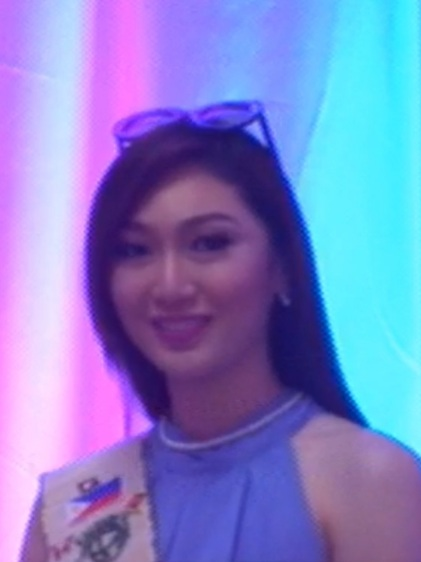
Hoa hậu Trái Đất 2017 Karen Ibasco, Philippines
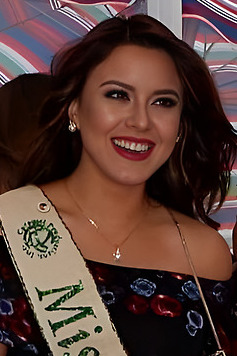
Hoa hậu Trái Đất 2016 Katherine Espín, Ecuador
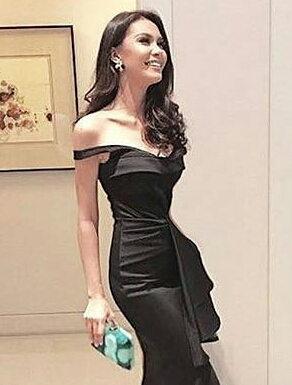
Hoa hậu Trái Đất 2015 Angelia Ong, Philippines
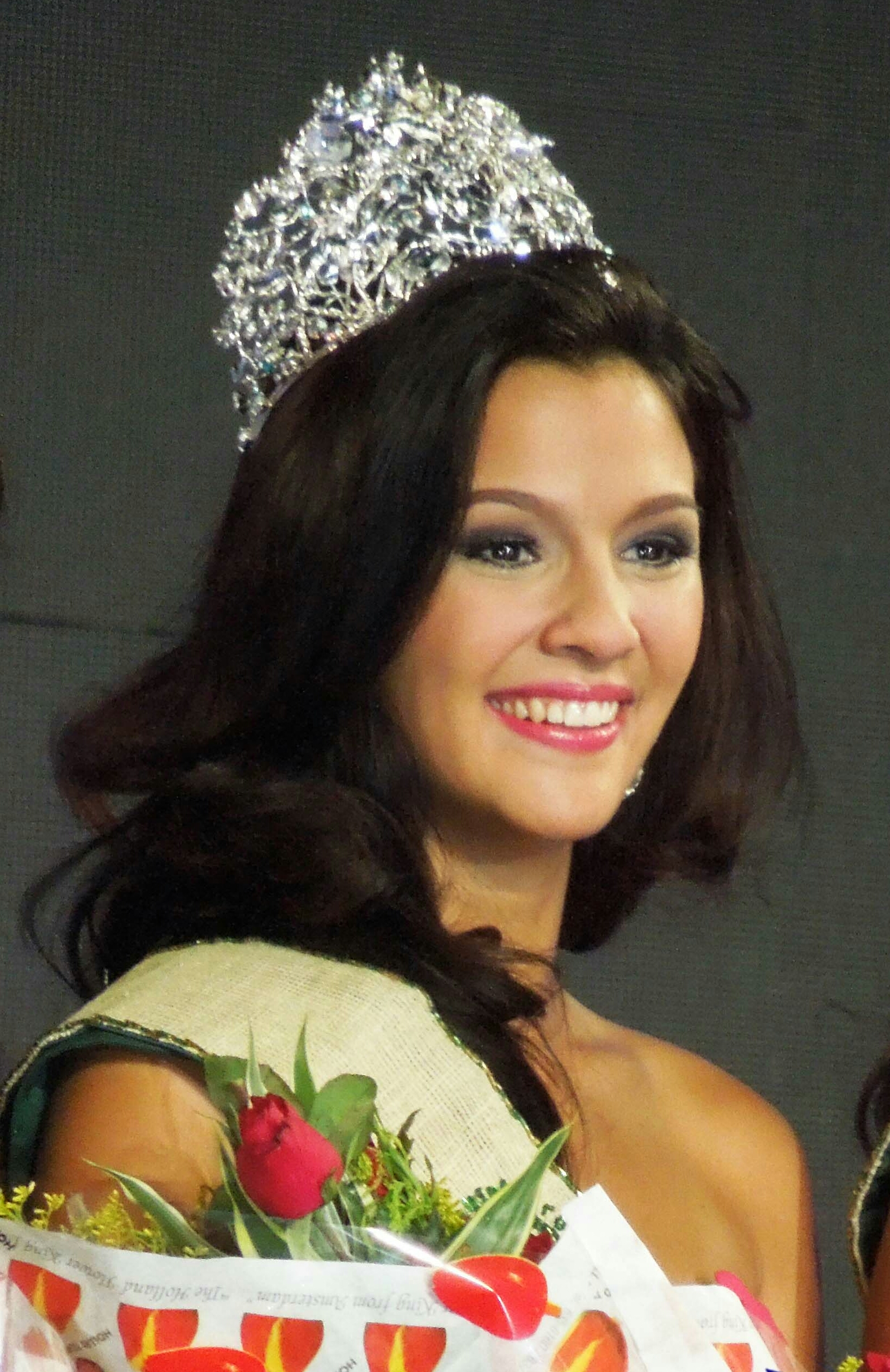
Hoa hậu Trái Đất 2014 Jamie Herrell, Philippines
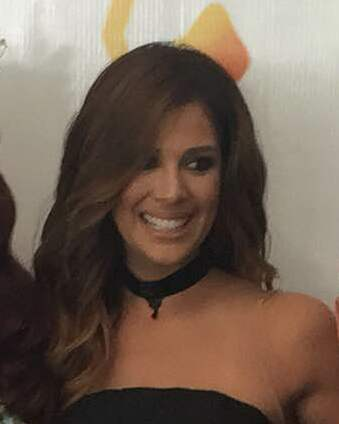
Hoa hậu Trái Đất 2013 Alyz Henrich, Venezuela
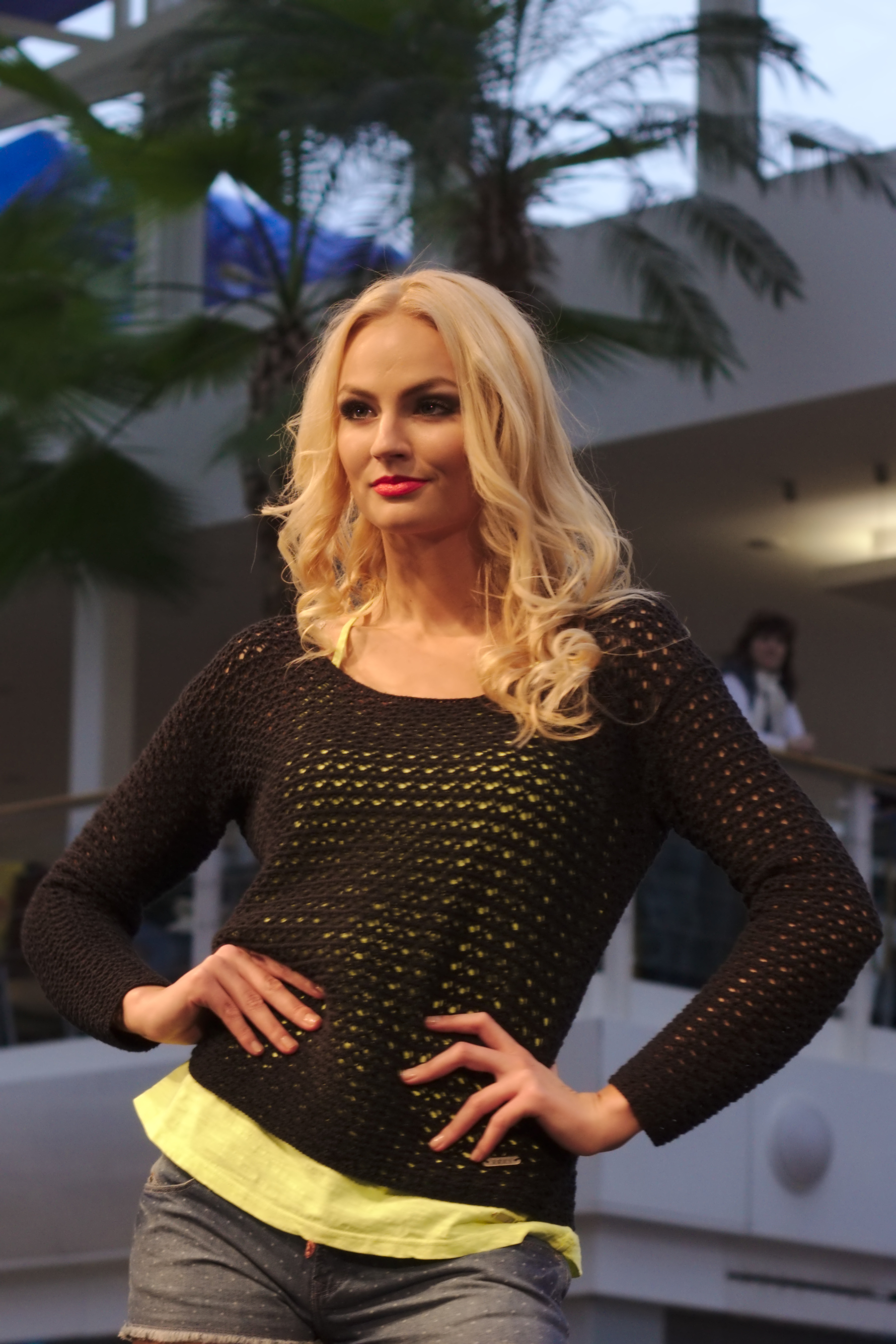
Hoa hậu Trái Đất 2012 Tereza Fajksová, Cộng hòa Séc
Hoa hậu Trái Đất 2011Olga Álava, EcuadorHoa hậu Trái Đất 2011 Olga Álava, Ecuador
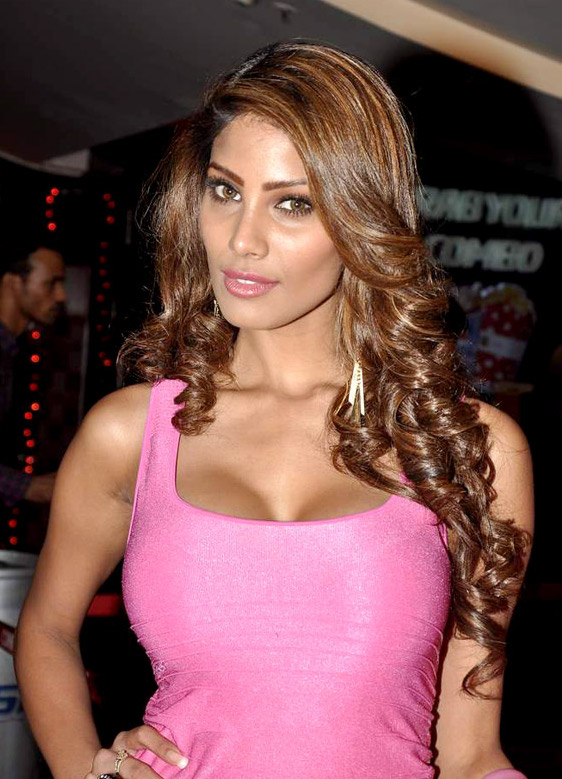
Hoa hậu Trái Đất 2010 Nicole Faria, Ấn Độ
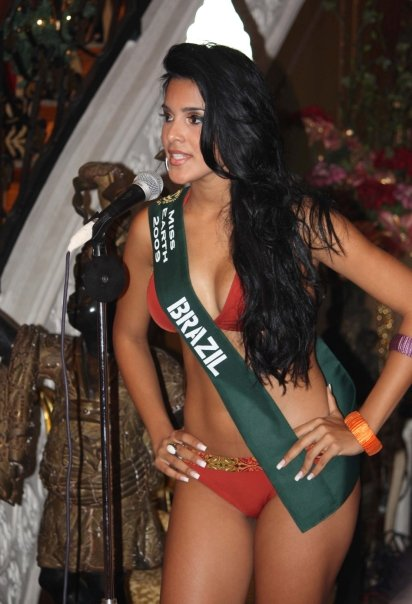
Hoa hậu Trái Đất 2009 Larissa Ramos, Brazil
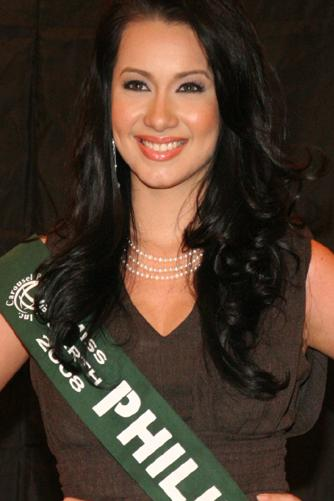
Hoa hậu Trái Đất 2008 Karla Paula Henry, Philippines
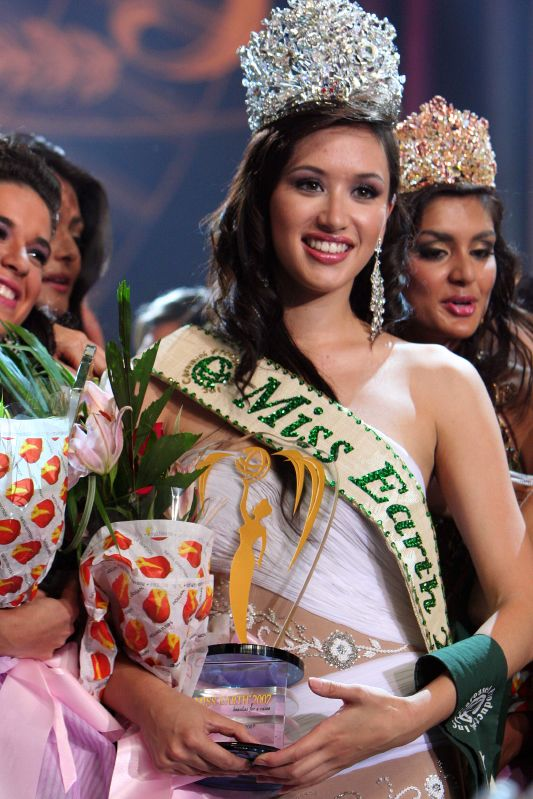
Hoa hậu Trái Đất 2007 Jessica Trisko, Canada
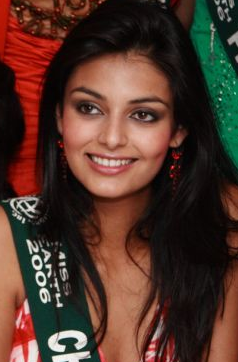
Hoa hậu Trái Đất 2006 Hil Hernandez, Chile
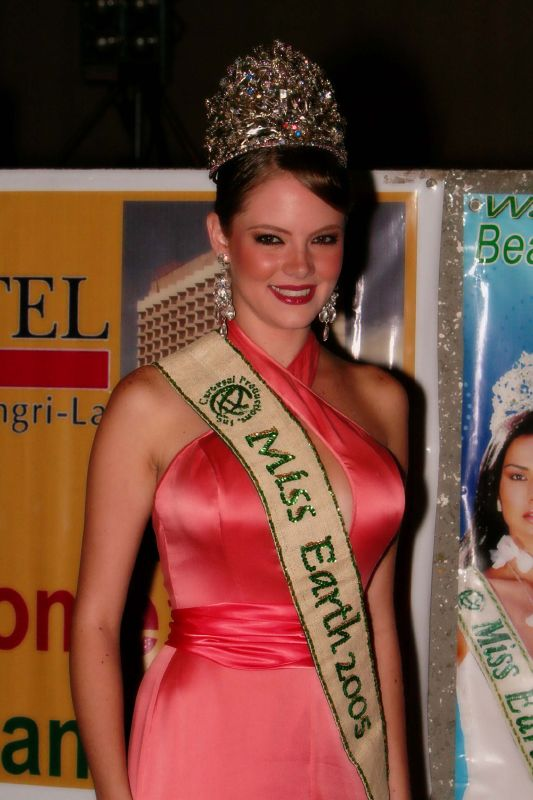
Hoa hậu Trái Đất 2005 Alexandra Braun Waldeck, Venezuela
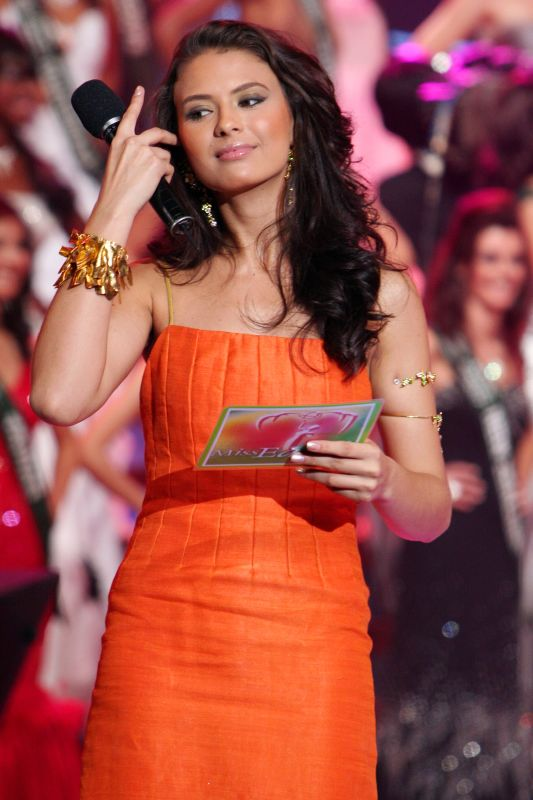
Hoa hậu Trái Đất 2004 Priscilla Meirelles, Brazil
Hoa hậu Trái Đất 2003Dania Prince Mendez, HondurasHoa hậu Trái Đất 2003 Dania Prince Mendez, Honduras
Hoa hậu Trái Đất 2002Winfred Adah Omwakwe, KenyaHoa hậu Trái Đất 2002 Winfred Adah Omwakwe, Kenya
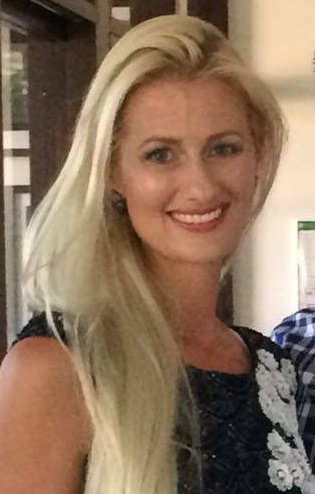
Hoa hậu Trái Đất 2001 Catharina Svensson, Đan Mạch

## Có thể bạn chưa biết
- 1 Hoa hậu Trái Đất từng tham dự cuộc thi Hoa hậu Hoàn vũ. Đó là Dania Prince Mendez, Hoa hậu Trái Đất 2003. Cô dự thi Hoa hậu Hoàn vũ 1998 nhưng không đạt giải.
- Trong hai năm đầu tiên của cuộc thi, thí sinh đăng quang ngoài vương miện và dải băng còn được trao thêm một cây quyền trượng. Tuy nhiên, từ năm tiếp theo, quyền trượng đã không còn xuất hiện trong đêm chung kết.
- Trước khi tan rã, Serbia và Montenegro đã giành được danh hiệu Á hậu 2 vào năm 2002 (lúc đó có tên gọi là Nam Tư) và danh hiệu Á hậu 3 vào năm 2005.
- Jessica Trisko, Hoa hậu Trái Đất 2007 là người chiến thắng đầu tiên mang hai dòng máu quốc tịch.
- Ấn Độ gây ấn tượng với việc hai năm liên tiếp đoạt danh hiệu Á hậu 1 vào năm 2006 và 2007. Brazil đoạt danh hiệu Á hậu 3 hai năm liền vào năm 2015 và 2016. Colombia đoạt danh hiệu Á hậu 2 vào năm 2017 và 2018.
- Năm 2008, Trung Quốc đã làm cho Đài Loan phải đổi tên dải băng của mình thành Trung Hoa Đài Bắc bằng cách gây áp lực với Ban tổ chức.
- Venezuela và Philippines cùng lập kỷ lục chiến thắng Hoa hậu Hoàn vũ và cuộc thi này trong cùng một năm.

## Tổ chức Hoa hậu Trái Đất
Tổ chức Hoa hậu Trái Đất là tổ chức hiện đang sở hữu và điều hành cuộc thi Hoa hậu Trái Đất (Miss Earth), Hoa hậu Trái Đất Philippines (Miss Philippines Earth). Trụ sở của tổ chức tại Manila, tổ chức này thuộc sở hữu của Tập đoàn Carousel Productions. Chủ tịch hiện tại là ông Ramon Monzon. Tổ chức này có quyền bán bản quyền truyền hình cho các cuộc thi ở các nước khác.

### Danh sách các Hoa hậu của Tổ chức Hoa hậu Trái Đất
Dưới đây là danh sách các Hoa hậu của Tổ chức Hoa hậu Trái Đất qua các năm:
| Ấn bản | Hoa hậu Trái Đất                | Quốc gia             | Hoa hậu Trái Đất Philippines | Quê hương          |
| ------ | ------------------------------- | -------------------- | ---------------------------- | ------------------ |
| 2024   | Jessica Lane                    | Úc                   | Irha Mel Alfeche             | Matanao            |
| 2023   | Drita Ziri                      | Albania              | Yllana Marie Aduana          | Siniloan           |
| 2022   | Mina Sue Choi                   | Hàn Quốc             | Jenny Ramp                   | Santa Ignacia      |
| 2021   | Destiny Wagner                  | Belize               | Naelah Alshorbaji            | Parañaque          |
| 2020   | Lindsey Coffey                  | Hoa Kỳ               | Roxanne Allison Baeyens      | Baguio             |
| 2019   | Nellys Pimentel                 | Puerto Rico          | Janelle Lazo Tee             | Pasig              |
| 2018   | Nguyễn Phương Khánh             | Việt Nam             | Celeste Cortesi              | Pasay              |
| 2017   | Karen Ibasco                    | Philippines          | Karen Ibasco                 | Manila             |
| 2016   | Katherine Espín                 | Ecuador              | Loren Mar Artajos            | Laoag              |
| 2015   | Angelia Ong                     | Philippines          | Angelia Ong                  | Manila             |
| 2014   | Jamie Herrell                   | Philippines          | Jamie Herrell                | Cebu               |
| 2013   | Alyz Henrich                    | Venezuela            | Angelee delos Reyes          | Olongapo           |
| 2012   | Tereza Fajksová                 | Cộng hòa Séc         | Stephany Stefanowitz         | Quezon             |
| 2011   | Olga Álava                      | Ecuador              | Athena Imperial              | Casiguran, Aurora  |
| 2010   | Nicole Faria                    | Ấn Độ                | Kris Psyche Resus            | Infanta, Quezon    |
| 2009   | Larissa Ramos                   | Brazil               | Sandra Inez Seifert          | Negros Occidental  |
| 2008   | Karla Paula Henry               | Philippines          | Karla Paula Henry            | Cebu               |
| 2007   | Jessica Trisko                  | Canada               | Jeanne Angeles Harn          | CALABARZON         |
| 2006   | Hil Hernández                   | Chile                | Catherine Untalan            | Vùng đô thị Manila |
| 2005   | Alexandra Braun Waldeck         | Venezuela            | Genebelle Francisco Raagas   | Trung Luzon        |
| 2004   | Priscilla Meirelles             | Brazil               | Tamera Marie Lagac Szijarto  | Vùng đô thị Manila |
| 2003   | Dania Prince Mendez             | Honduras             | Laura Marie Dunlap           | Trung Luzon        |
| 2002   | Winfred Adah Omwakwe (thay thế) | Kenya                | April Ross Perez             | Zamboanga          |
| 2002   | Džejla Glavović[a](tước ngôi)   | Bosna và Hercegovina | April Ross Perez             | Zamboanga          |
| 2001   | Catharina Svensson              | Đan Mạch             | Carlene Ang Aguilar          | Vùng đô thị Manila |

## Danh sách đại diện Việt Nam
Chú thích
- Chiến thắng
- Á hậu
- Lọt vào chung kết hoặc bán kết

| Năm  | Nơi tổ chức          | Đại diện             | Tuổi | Chiều cao              | Quê quán              | Danh hiệu quốc gia                    | Thứ hạng               | Giải thưởng phụ |
| ---- | -------------------- | -------------------- | ---- | ---------------------- | --------------------- | ------------------------------------- | ---------------------- | --- |
| 2003 | Philippines          | Nguyễn Ngân Hà       | 19   | 1,70 m (5 ft 7 in)     | Thành phố Hồ Chí Minh | Hoa khôi Các tỉnh phía Nam 2000       | Không                  | Mái tóc đẹp nhất |
| 2004 | Philippines          | Bùi Thúy Hạnh        | 26   | 1,65 m (5 ft 5 in)     | Hà Nội                | Không                                 | Không                  | Không đạt giải |
| 2005 | Philippines          | Đào Thanh Hoài       | 20   | 1,77 m (5 ft 9+1⁄2 in) | Thành phố Hồ Chí Minh | Á hậu Phụ nữ Việt Nam qua ảnh 2004    | Không                  | Không đạt giải |
| 2006 | Philippines          | Vũ Nguyễn Hà Anh     | 24   | 1,75 m (5 ft 9 in)     | Hà Nội                | Không                                 | Không                  | Á hậu 1 Hoa hậu Tài năng |
| 2007 | Philippines Việt Nam | Trương Tri Trúc Diễm | 20   | 1,72 m (5 ft 7+1⁄2 in) | Thành phố Hồ Chí Minh | Á hậu Phụ nữ Việt Nam qua ảnh 2005    | Không                  | Hoa hậu Thời trang |
| 2010 | Việt Nam             | Lưu Thị Diễm Hương   | 20   | 1,71 m (5 ft 7+1⁄2 in) | Thành phố Hồ Chí Minh | Hoa hậu Thế giới người Việt 2010      | Top 14                 | Trình diễn áo tắm đẹp nhất Miss CanDeluxe Miss Việt Nam Airlines Top 5 Hoa hậu Tài năng                                                                                                   |
| 2011 | Philippines          | Phan Thị Mơ          | 21   | 1,72 m (5 ft 7+1⁄2 in) | Tiền Giang            | Hoa khôi Miệt vườn 2010               | Không                  | Không đạt giải |
| 2012 | Philippines          | Đỗ Hoàng Anh         | 18   | 1,76 m (5 ft 9+1⁄2 in) | Hà Nội                | Á hậu Việt Nam 2012                   | Không                  | Không đạt giải |
| 2016 | Philippines          | Nguyễn Thị Lệ Nam Em | 20   | 1,72 m (5 ft 7+1⁄2 in) | Tiền Giang            | Hoa khôi Đồng bằng sông Cửu Long 2015 | Top 8                  | Hoa hậu Ảnh Á hậu 1 Hoa hậu Tài năng (Nhóm 1) Huy chương Bạc Phần thi trang phục dạ hội (Nhóm 1) Top 3 Video sinh thái ấn tượng nhất Top 12 Miss Earth-Hannah's                           |
| 2017 | Philippines          | Lê Thị Hà Thu        | 25   | 1,71 m (5 ft 7+1⁄2 in) | Thừa Thiên Huế        | Á hậu Đại dương Việt Nam 2014         | Top 16                 | Hoa hậu Ảnh Chiến binh Trái Đất Trang phục dạo biển đẹp nhất (Nhóm 3) Á hậu 2 Hoa hậu Tài năng (Nhóm 3) Huy chương Đồng Phần thi trang phục dạ hội (Nhóm 3) Top 15 Beauty Figure and Form |
| 2018 | Philippines          | Nguyễn Phương Khánh  | 23   | 1,72 m (5 ft 7+1⁄2 in) | Bến Tre               | Á hậu Biển Việt Nam Toàn cầu 2018     | Hoa hậu                | Trang phục truyền thống đẹp nhất (Châu Á-Thái Bình Dương) Huy chương Bạc Phần thi áo tắm (Nhóm Nước) Trang phục dạ hội đẹp nhất (Nhóm Nước)                                               |
| 2019 | Philippines          | Hoàng Thị Hạnh       | 27   | 1,76 m (5 ft 9+1⁄2 in) | Nghệ An               | Hoa khôi Thời trang Việt Nam 2015     | Không                  | Huy chương Đồng Phần thi Trang phục truyền thống (Châu Á-Thái Bình Dương) Trang phục biển đẹp nhất (Nhóm Nước) Huy chương Đồng Hoa hậu Thân thiện (Nhóm Nước)                             |
| 2020 | Trực tuyến           | Thái Thị Hoa         | 26   | 1,75 m (5 ft 9 in)     | Gia Lai               | Không                                 | Không                  | Trang phục truyền thống đẹp nhất (Châu Á-Thái Bình Dương) Huy chương Đồng Phần thi Trang phục dạ hội (Châu Á-Thái Bình Dương) Top 15 Earth Ambassador                                     |
| 2021 | Trực tuyến           | Nguyễn Thị Vân Anh   | 26   | 1,74 m (5 ft 8+1⁄2 in) | Hưng Yên              | Không                                 | Không                  | Không đạt giải |
| 2022 | Philippines          | Thạch Thu Thảo       | 21   | 1,77 m (5 ft 9+1⁄2 in) | Trà Vinh              | Á hậu Các dân tộc Việt Nam 2022       | Top 20                 | Không đạt giải |
| 2023 | Việt Nam             | Đỗ Thị Lan Anh       | 26   | 1,71 m (5 ft 7+1⁄2 in) | Hà Nội                | Hoa hậu Trái Đất Việt Nam 2023        | Hoa hậu Nước (Á hậu 2) | Trang phục truyền thống đẹp nhất |
| 2024 | Philippines          | Cao Thị Ngọc Bích    | 25   | 1,74 m (5 ft 8+1⁄2 in) | Hưng Yên              | Không                                 | Không                  | Không đạt giải |
| 2025 |                      | Trịnh Mỹ Anh         | 22   | 1,75 m (5 ft 9 in)     | Hà Nội                | Á hậu Trái Đất Việt Nam 2025          |                        | |
| 2026 |                      | Ngô Thị Trâm Anh     | 20   | 1,74 m (5 ft 8+1⁄2 in) | Hải Phòng             | Hoa hậu Trái Đất Việt Nam 2025        |                        | |